# Hugonia gilletii
Hugonia gilletii är en linväxtart som beskrevs av De Wild.. Hugonia gilletii ingår i släktet Hugonia och familjen linväxter. Inga underarter finns listade i Catalogue of Life.